# Teukrus
Teukrus is een geslacht van kevers uit de familie van de loopkevers (Carabidae). De wetenschappelijke naam van het geslacht is voor het eerst geldig gepubliceerd in 1931 door Liebke.

## Soorten
Het geslacht Teukrus omvat de volgende soorten:
- Teukrus bifasciatus (Bates, 1871)
- Teukrus cruciatus (Bates, 1871)